# シャルル・ボーニエ

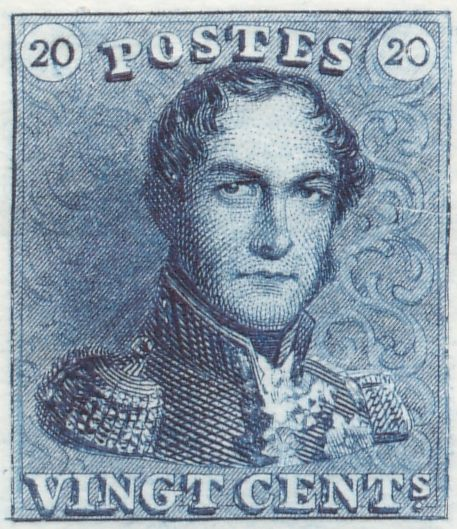
1849年のベルギー切手

シャルル・ボーニエ（Charles Baugniet、1814年2月27日 – 1886年7月5日）は、ベルギーの画家、版画家、イラストレーターである。ベルギーやイギリスで多くの人物の肖像版画を制作した。女性を描いた人物画でも知られている。

## 略歴
ブリュッセルのビジネスマンの家に生まれた。絵の才能を示し、母親は Lagarenne(本名、Félicité Chamorin)という画家を個人教師に付けた。父親の手配で財務省の役人になるが、1827年から2年間、ブリュッセルの美術アカデミーで、ヨーゼフ・パエリンク(Joseph Paelinck: 1781-1839)らに学んだ。
1827年から版画制作も始め、美術雑誌「L'Artiste」に1833年に画家のヘンドリク・レイスらの肖像版画を寄稿し、美術家としての評価を得て、財務省を辞めた。
フランス生まれの版画家、ルイ・ウアール(Louis Huard: 1814-1874)とともに1835年からベルギーの議員の肖像版画の出版を始め、ブーニエはこの仕事を1842年まで続け、6点だけしか制作しなかったウアールに対して、大半の作品をブーニエが制作した。1836年からは「Les Artistes Contemporains」として出版された、同時代の30人の芸術家の肖像版画を制作し、この中には彫刻家のルイ・ジェオット(Louis Jehotte)や画家のルイ・ガレやニケーズ・ド・ケイゼルの肖像版画が含まれた。ベルギー王室のメンバーの肖像画の注文を受けるようになり、「Dessinateur du Roi（王の絵師）」の称号も与えられた。
1843年から1844年の間は、ロンドンに滞在し、イギリス王室の注文でアルバート公の肖像画を制作した。その後も何度かイギリスで働き、作家のチャールズ・ディケンズやロンドンに滞在していた作曲家のエクトル・ベルリオーズ、俳優のマダム・セリスト(Madame Céleste)などの有名人の肖像画を制作した。
1849年から使用されるようになったベルギー最初の切手のデザインをしたことでも知られ、この切手はリーフェン・デ・ヴィン(Liéven De Winne)が描いた国王、レオポルド1世の肖像がデザインされた。その後も何点かの切手デザインをした。
この頃普及し始めた写真技術は、肖像版画の需要を急激に減少させ、多くの肖像版画家は写真家に転じた。
ボーニエは1860年にパリに移り、油絵で肖像画や風俗画を描くことに専念し、都会的な女性を題材に描いて人気のある画家になった。

## 作品

### 肖像版画

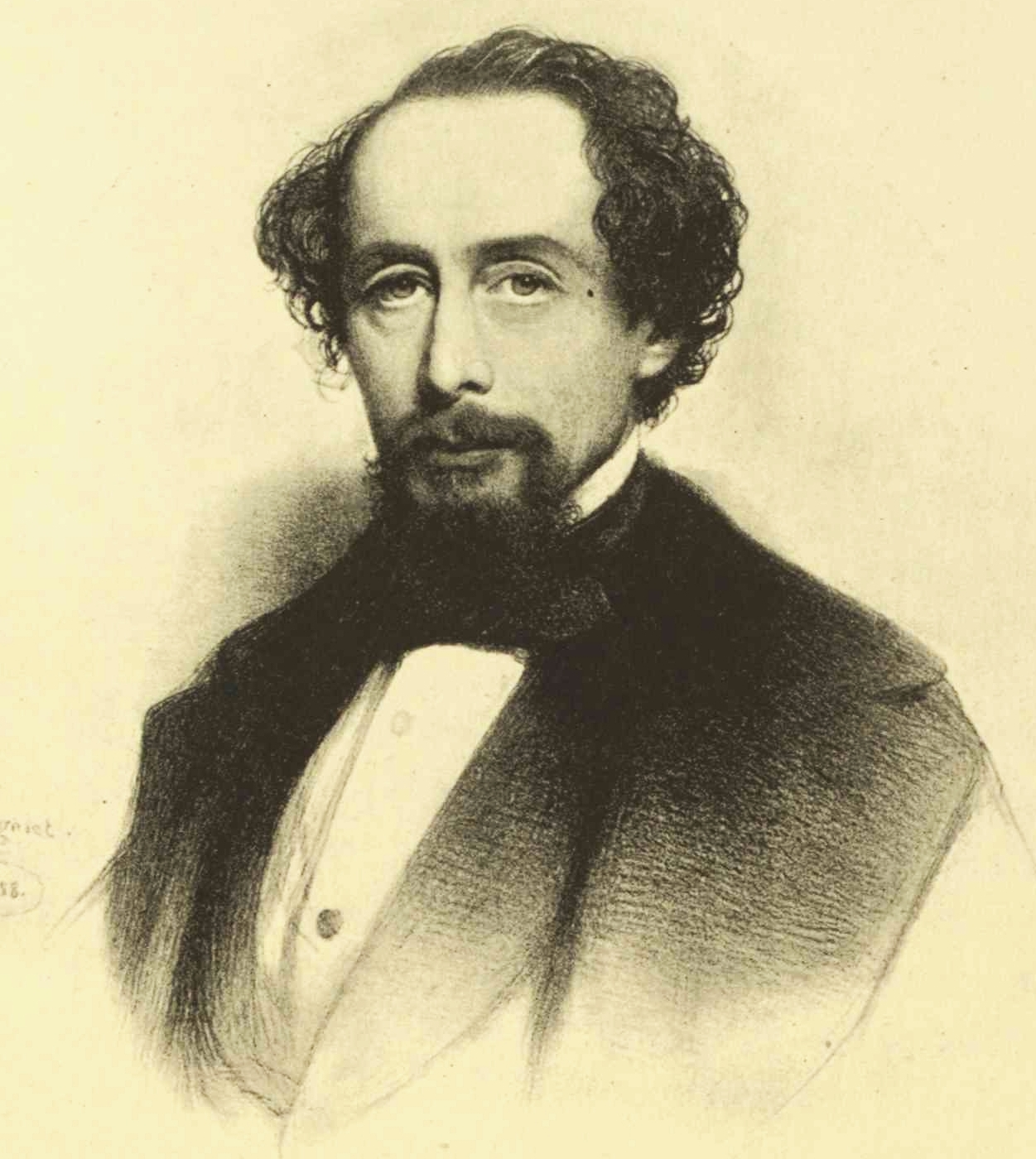
チャールズ・ディケンズ
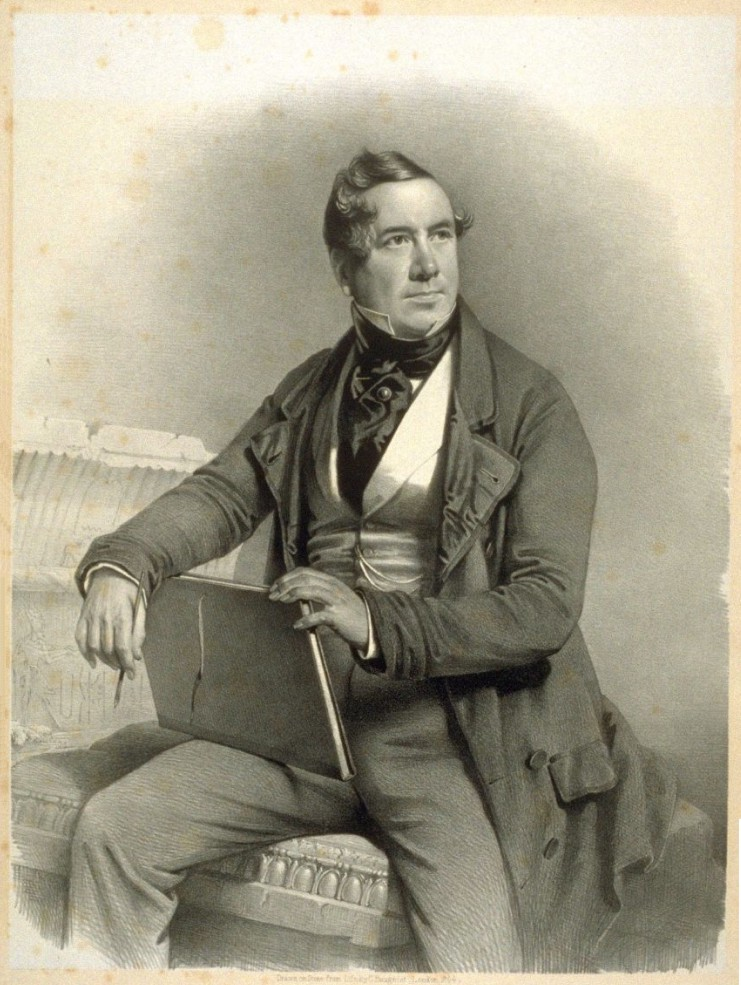
デヴィッド・ロバーツ (画家)
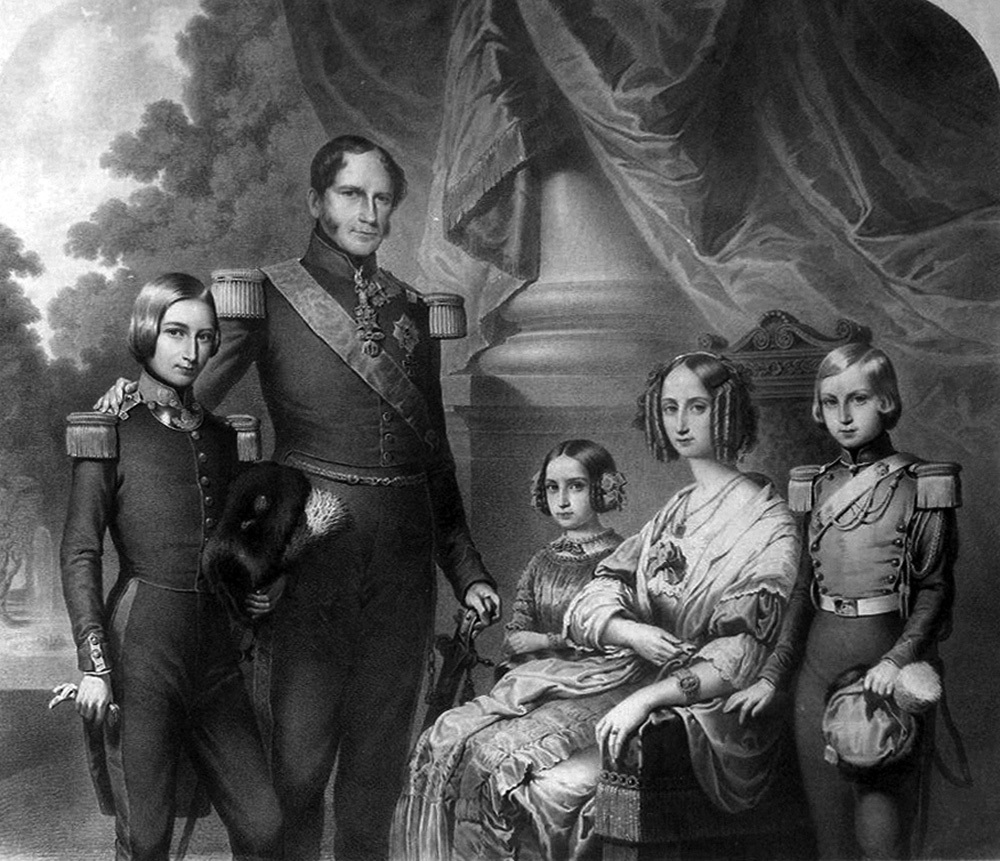
レオポルド1世の家族

### 油絵

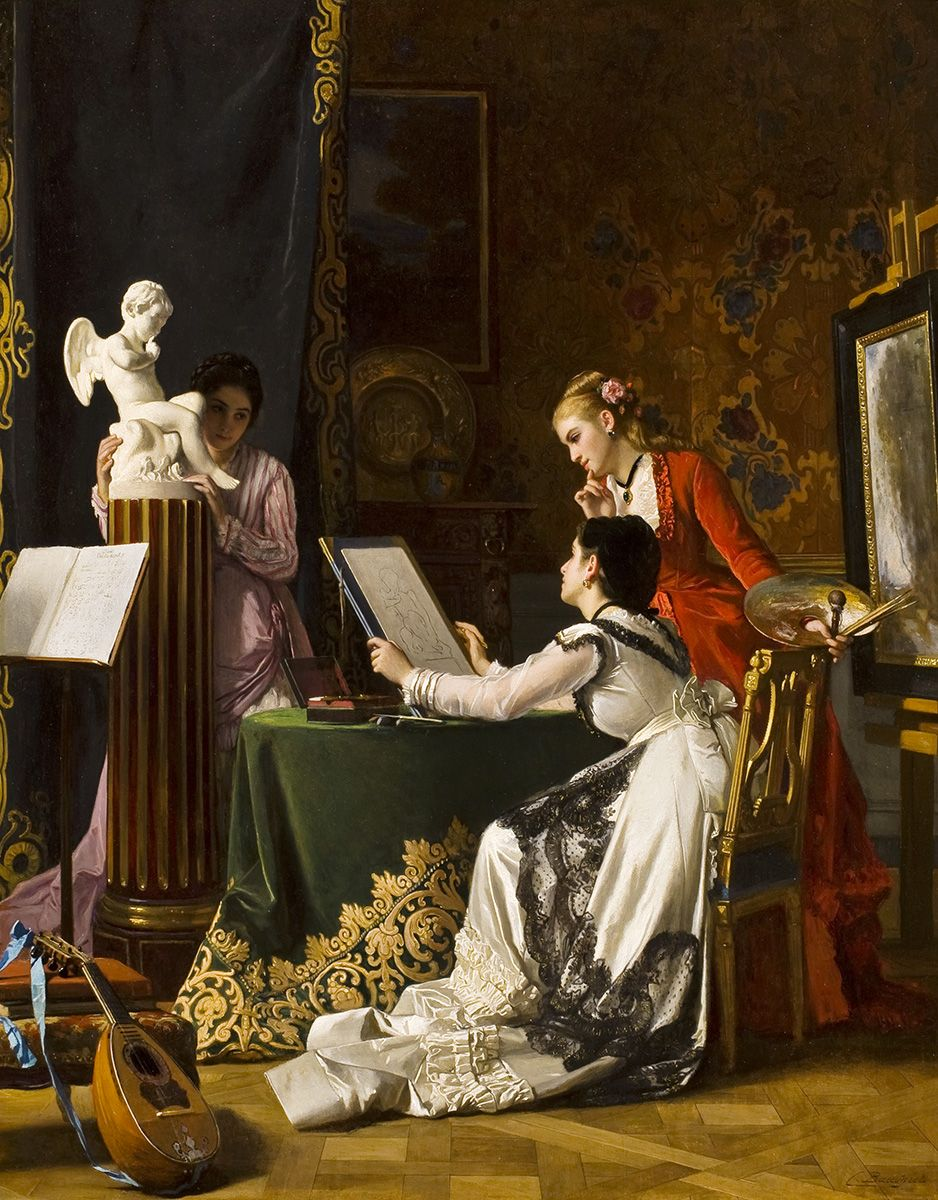
絵の練習
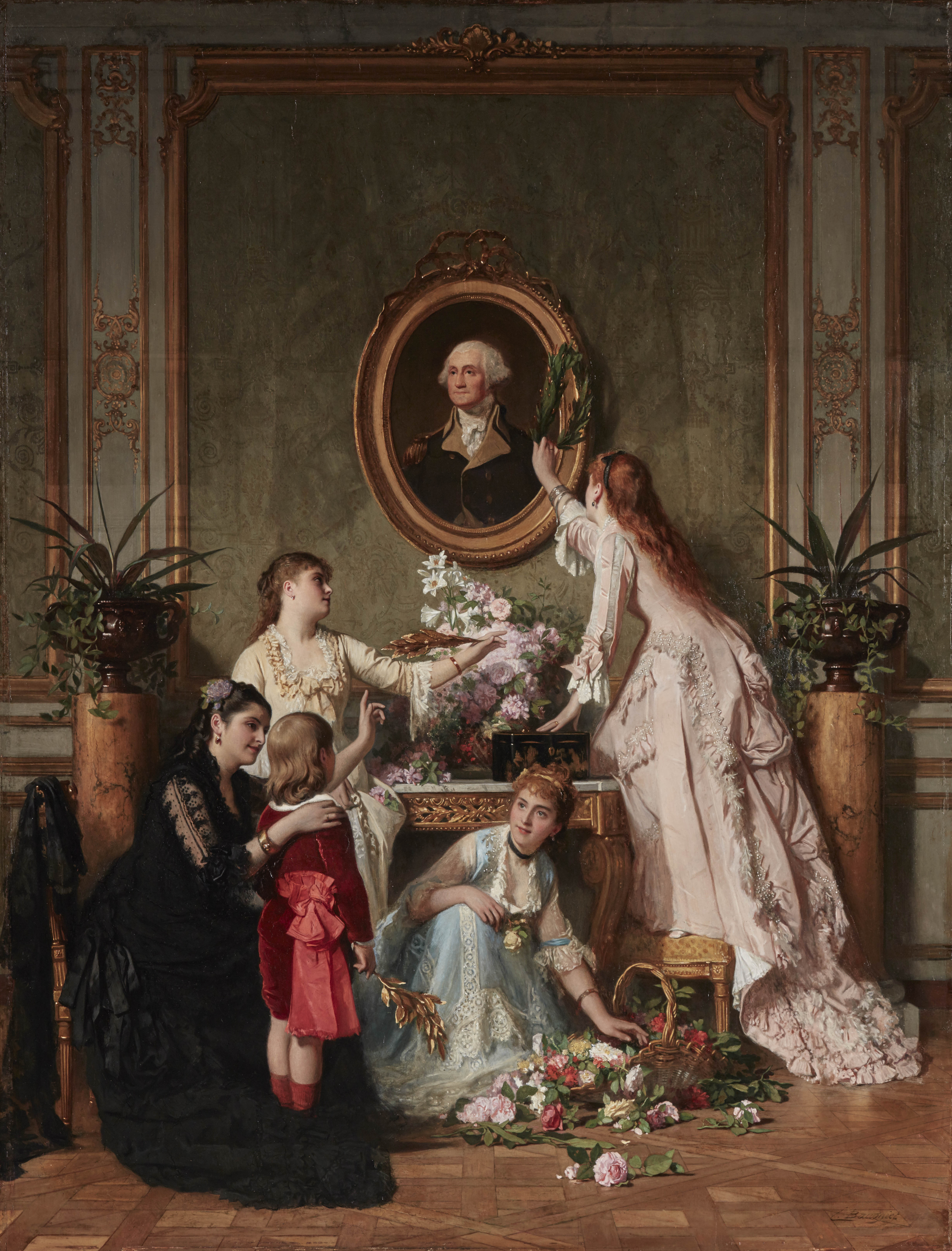
ワシントンの誕生日
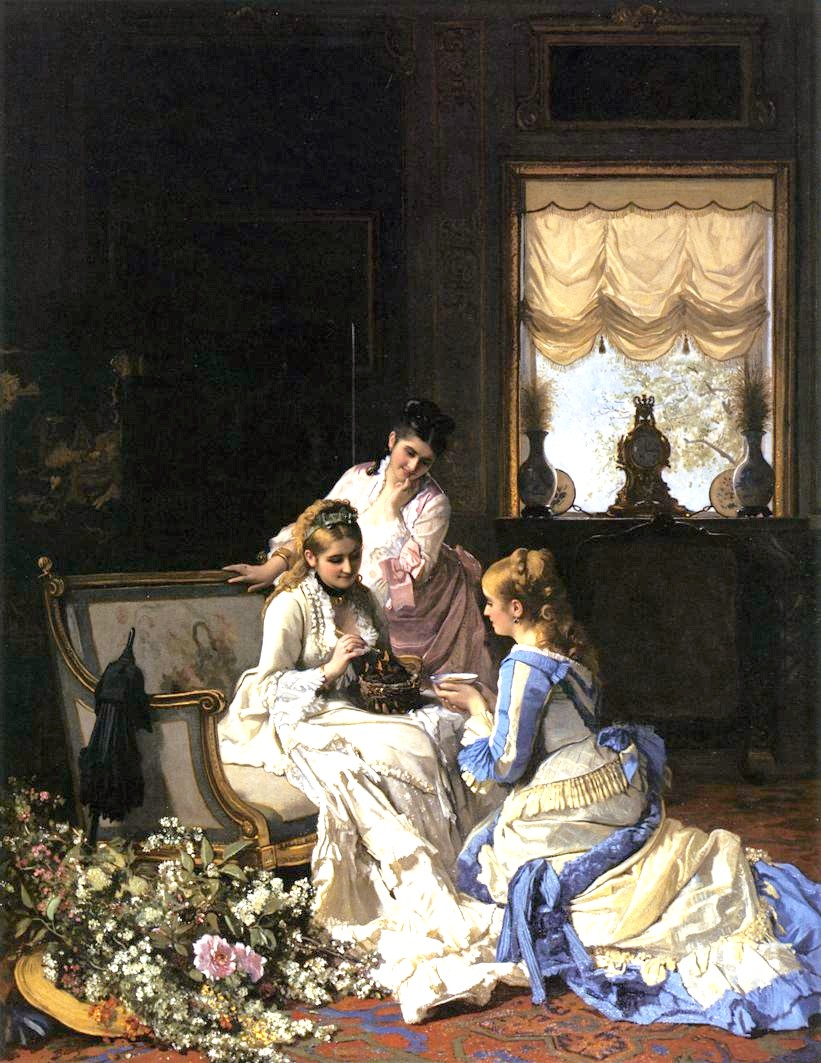
春の訪れ
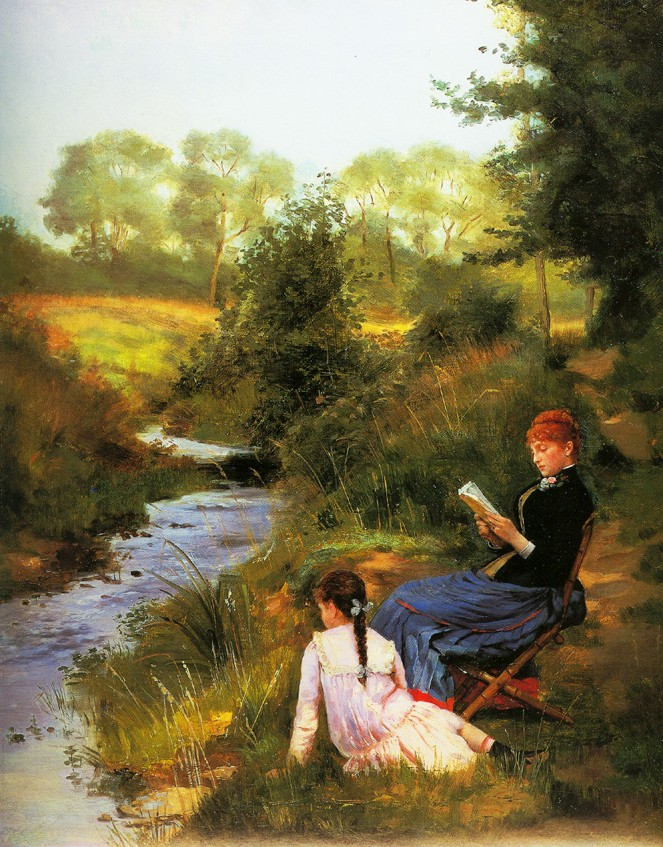
夏の日